# Szczekarków (powiat lubartowski)
Szczekarków – wieś w Polsce położona w województwie lubelskim, w powiecie lubartowskim, w gminie Lubartów.
Leży przy drodze wojewódzkiej nr 815.
Przez Szczekarków przepływa rzeka Wieprz.
Wieś szlachecka położona była w drugiej połowie XVI wieku w powiecie lubelskim województwa lubelskiego. W latach 1975–1998 miejscowość należała administracyjnie do ówczesnego województwa lubelskiego.
Wieś stanowi sołectwo gminy Lubartów. Według Narodowego Spisu Powszechnego (III 2011 r.) wieś liczyła  mieszkańców.
Wierni Kościoła rzymskokatolickiego należą do parafii św. Anny w Lubartowie.

## Historia
Pierwsze wzmianki o Szczekarkowie pochodzą z roku 1409, kiedy jest wymieniany jako wieś królewska. Istnieje kilka legend dotyczących nazwy miejscowości. Jedna z nich głosi to, że pochodzi ona od średniowiecznego władcy wsi – Szczekara.
W 1543 r. na gruntach miejscowości Łucka i Szczekarków Piotr Firlej założył miasto Lewartów (obecnie Lubartów).
W 1861 r. Szczekarków był trzecią (po Lisowie i Brzezinach) największą miejscowością ówczesnej gminy Lubartów.